# میه‌هیککله
میِه‌هیکْکَلَه (به فنلاندی: Miehikkälä) یک منطقهٔ مسکونی در فنلاند است که در کومن‌لاکسو واقع شده‌است.